# Раменье (Шекснинский район)
Раменье — деревня в Шекснинском районе Вологодской области. Административный центр сельского поселения Раменского и Раменского сельсовета.
Расстояние до районного центра Шексны по автодороге — 45 км. Ближайшие населённые пункты — Горка, Большая Степановская, Левинская, Аристово, Ново.
По переписи 2002 года население — 33 человека (12 мужчин, 21 женщина). Преобладающая национальность — русские (97 %).